# Tiro nos Jogos Olímpicos de Verão de 2012 - Carabina três posições masculino
A prova da carabina três posições masculino do tiro nos Jogos Olímpicos de Verão de 2012 foi disputada em 6 de agosto no Royal Artillery Barracks, em Londres.
41 atletas de 28 nações participaram do evento. A competição consistiu de duas rodadas (uma de qualificação, e uma final). Na qualificação, cada atirador efetuou 120 disparos usando um fuzil calibre 22 a uma distância fixa de 50 metros do alvo, sendo 40 disparos a partir de cada posição (em pé, ajoelhado e deitado). Cada tiro vale de 1 a 10 pontos.
Os 8 melhores atiradores desta fase avançam à final. Nesta fase, os atiradores efetuam mais 10 disparos, que valem de 0.1 a 10.9. A pontuação total de todos os 130 disparos determinam a pontuação final.
O medalhista de ouro foi Niccolò Campriani, da Itália, a medalha de prata foi para o coreano Kim Jong-hyun e o bronze foi para Matthew Emmons, dos Estados Unidos.

## Medalhistas
| Ouro   | ITA Niccolò Campriani |
| Prata  | KOR Kim Jong-hyun     |
| Bronze | USA Matthew Emmons    |

## Resultados

### Qualificação
| Pos. | Atleta                   | Deitado | Em pé | Ajoelhado | Total | Notas          |
| ---- | ------------------------ | ------- | ----- | --------- | ----- | -------------- |
| 1    | ITA Niccolò Campriani    | 396     | 390   | 394       | 1180  | Q,             |
| 2    | USA Matthew Emmons       | 396     | 386   | 390       | 1172  | Q              |
| 3    | FRA Cyril Graff          | 395     | 385   | 391       | 1171  | Q              |
| 4    | BLR Yury Shcherbatsevich | 399     | 380   | 392       | 1171  | Q              |
| 5    | KOR Kim Jong-hyun        | 396     | 385   | 390       | 1171  | Q              |
| 6    | CHN Zhu Qinan            | 392     | 390   | 388       | 1170  | Q              |
| 7    | NOR Ole Kristian Bryhn   | 397     | 385   | 387       | 1169  | Q              |
| 8    | HUN Péter Sidi           | 394     | 389   | 385       | 1168  | Q, S-off: 48.2 |
| 9    | KOR Han Jin-seop         | 398     | 378   | 392       | 1168  | S-off: 48.1    |
| 10   | UKR Artur Ayvazyan       | 397     | 383   | 388       | 1168  | S-off: 47.8    |
| 11   | SUI Marcel Bürge         | 397     | 384   | 387       | 1168  | S-off: 45.9    |
| 12   | AUT Thomas Farnik        | 394     | 382   | 391       | 1167  |                |
| 13   | FRA Valérian Sauveplane  | 394     | 382   | 391       | 1167  |                |
| 14   | UKR Serhiy Kulish        | 390     | 387   | 389       | 1166  |                |
| 15   | ITA Marco De Nicolo      | 394     | 380   | 391       | 1165  |                |
| 16   | RUS Artem Khadjibekov    | 399     | 377   | 389       | 1165  |                |
| 17   | BLR Vitali Bubnovich     | 396     | 380   | 388       | 1164  |                |
| 18   | RUS Denis Sokolov        | 396     | 375   | 393       | 1164  |                |
| 19   | SUI Simon Beyeler        | 394     | 379   | 391       | 1164  |                |
| 20   | IND Gagan Narang         | 398     | 377   | 389       | 1164  |                |
| 21   | GER Maik Eckhardt        | 397     | 382   | 384       | 1163  |                |
| 22   | NOR Are Hansen           | 397     | 382   | 384       | 1163  |                |
| 23   | SRB Nemanja Mirosavljev  | 392     | 379   | 391       | 1162  |                |
| 24   | BUL Anton Rizov          | 395     | 378   | 389       | 1162  |                |
| 25   | GBR James Huckle         | 392     | 384   | 386       | 1162  |                |
| 26   | IND Sanjeev Rajput       | 395     | 378   | 388       | 1161  |                |
| 27   | SLO Rajmond Debevec      | 395     | 378   | 388       | 1161  |                |
| 28   | NED Peter Hellenbrand    | 395     | 385   | 380       | 1160  |                |
| 29   | CHN Lan Xing             | 397     | 378   | 384       | 1159  |                |
| 30   | USA Jason Parker         | 398     | 383   | 380       | 1159  |                |
| 31   | SVK Jozef Gönci          | 395     | 381   | 381       | 1157  |                |
| 32   | GER Daniel Brodmeier     | 398     | 374   | 384       | 1156  |                |
| 33   | MGL Nyantain Bayaraa     | 393     | 382   | 379       | 1154  |                |
| 34   | CZE Václav Haman         | 395     | 374   | 384       | 1153  |                |
| 35   | CRO Bojan Durković       | 396     | 369   | 387       | 1152  |                |
| 36   | ESP Javier López         | 396     | 375   | 380       | 1151  |                |
| 37   | AUS Dane Sampson         | 392     | 381   | 378       | 1151  |                |
| 38   | BIH Nedžad Fazlija       | 392     | 372   | 385       | 1145  |                |
| 39   | JPN Midori Yajima        | 394     | 367   | 387       | 1148  |                |
| 40   | KGZ Ruslan Ismailov      | 392     | 376   | 378       | 1146  |                |
| 41   | GBR Jonathan Hammond     | 395     | 361   | 386       | 1142  |                |

### Final
| Pos.              | Atleta                   | Qual. | 1    | 2    | 3    | 4    | 5    | 6    | 7    | 8    | 9    | 10   | Final | Total  |
| ----------------- | ------------------------ | ----- | ---- | ---- | ---- | ---- | ---- | ---- | ---- | ---- | ---- | ---- | ----- | ------ |
| Medalha de ouro   | ITA Niccolò Campriani    | 1180  | 10.2 | 9.3  | 9.7  | 9.1  | 10.7 | 9.9  | 10.4 | 10.5 | 9.7  | 9.0  | 98.5  | 1278.5 |
| Medalha de prata  | KOR Kim Jong-hyun        | 1171  | 10.3 | 10.7 | 9.4  | 10.2 | 10.6 | 10.0 | 10.3 | 10.1 | 9.5  | 10.4 | 101.5 | 1272.5 |
| Medalha de bronze | USA Matthew Emmons       | 1172  | 9.2  | 9.8  | 10.1 | 10.5 | 10.4 | 9.9  | 10.7 | 10.6 | 10.5 | 7.6  | 99.3  | 1271.3 |
| 4                 | FRA Cyril Graff          | 1171  | 10.1 | 9.9  | 10.3 | 9.7  | 9.4  | 10.1 | 9.9  | 9.9  | 10.3 | 10.4 | 100.0 | 1271.0 |
| 5                 | CHN Zhu Qinan            | 1170  | 10.1 | 10.2 | 9.4  | 10.8 | 10.3 | 10.3 | 9.4  | 9.9  | 10.3 | 9.5  | 100.2 | 1270.2 |
| 6                 | HUN Péter Sidi           | 1168  | 10.5 | 9.8  | 10.6 | 9.3  | 9.7  | 10.0 | 10.1 | 10.2 | 10.2 | 10.6 | 101.0 | 1269.0 |
| 7                 | NOR Ole Kristian Bryhn   | 1169  | 10.7 | 9.9  | 9.8  | 8.1  | 10.4 | 8.8  | 9.7  | 10.7 | 10.5 | 10.2 | 98.8  | 1267.8 |
| 8                 | BLR Yury Shcherbatsevich | 1171  | 9.0  | 10.6 | 9.6  | 9.5  | 9.5  | 8.8  | 9.4  | 10.7 | 9.7  | 9.5  | 96.3  | 1267.3 |

Legenda
| Recorde mundial      | Recorde mundial (World record)               |                       | Recorde africano                      | Recorde africano (African) |                                           | Q | Classificado por posição (Qualified) |
| Recorde olímpico     | Recorde olímpico (Olympic record)            | Recorde da América    | Recorde da América (Americas)         | q                          | Classificado por melhor tempo (Qualified) |   |                                      |
| Melhor marca do ano  | Melhor marca do ano (World leading)          | Recorde asiático      | Recorde asiático (Asian)              | DNS                        | Não largou (Did not start)                |   |                                      |
| Recorde nacional     | Recorde nacional (National record)           | Recorde europeu       | Recorde europeu (European)            | DNF                        | Não terminou (Did not finish)             |   |                                      |
| Recorde pessoal      | Recorde pessoal do atleta (Personal best)    | Recorde da Oceania    | Recorde da Oceania (Oceania)          | DSQ / DQ                   | Desclassificado (Disqualified)            |   |                                      |
| Recorde da temporada | Recorde da temporada do atleta (Season best) | Recorde sul-americano | Recorde sul-americano (South America) | NM                         | Sem marca (No mark)                       |   |                                      |